# Hypserpa
Hypserpa Miers – rodzaj roślin z rodziny miesięcznikowatych (Menispermaceae). Obejmuje co najmniej 37 gatunków występujących naturalnie na obszarze od Chin aż po stany Queensland i Nowa Południowa Walia w Australii.

## Systematyka
Pozycja systematyczna według APweb (aktualizowany system APG III z 2009)
Rodzaj z rodziny miesięcznikowatych (Menispermaceae).
Wykaz gatunków
- Hypserpa decumbens (Benth.) Diels
- Hypserpa laurina (F. Muell.) Diels
- Hypserpa nitida Miers ex Benth.